# Gustav Ahrens

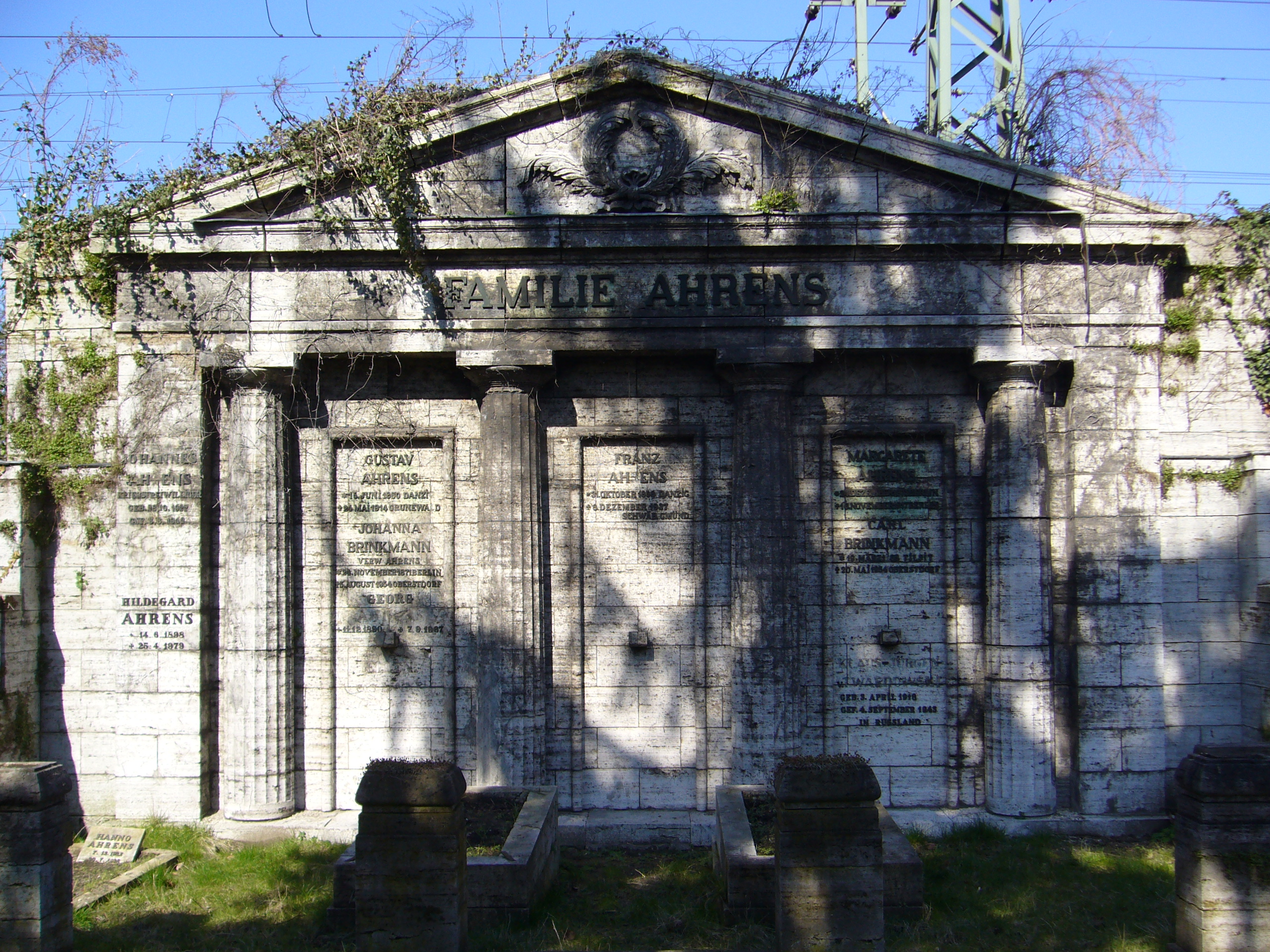
Erbbegräbnis 33

Gustav Ahrens (* 16. Juni 1860 in Danzig; † 24. Mai 1914 in Grunewald) war ein deutscher Bankier.

## Leben und Wirken
Gustav Ahrens, ein jüngerer Bruder des Architekten Franz Ahrens, stammte aus einfachen Verhältnissen. Sein Lehrmeister und späterer Partner war Carl Fürstenberg. Bereits in jungen Jahren kam Ahrens zur Berliner Handels-Gesellschaft (B. H.-G.), einer Kommanditgesellschaft auf Aktien. Sie war eine der führenden deutschen Industriebanken. Ahrens wurde 1885 Kollektivprokurist, 1890 Prokurist und 1894 Direktor der Bank. Von 1896 bis 1902 hatte er das Ehrenamt eines Vizekonsuls der Südafrikanischen Republik inne. 1902 wurde Ahrens schließlich, neben Carl Fürstenberg, Walther Rathenau und Eduard Mosler, persönlich haftender Gesellschafter der B. H.-G., die er in den folgenden Jahren in mehr als 20 Aufsichtsräten vertrat. Ebenfalls 1902 wurde Ahrens Mitglied der Gesellschaft der Freunde.
Die B. H.-G. war an der Kurfürstendamm-Terrain-Gesellschaft beteiligt, die den Ausbau der Kolonie Grunewald förderte. Von den Führungskräften wurde erwartet, dass sie in der Kolonie Grundstücke erwerben und bauen. Ahrens wählte das Grundstück Schwedlerstraße 4–6 und baute dort sein Haus, das er 1894 bezog.
Sein außerberufliches Interesse galt den schönen Künsten, besonders der Malerei. Er sammelte vor allem Bilder von Walter Leistikow.
Gustav Ahrens war mit Johanna, geb. Wernicke (1871–1954), verheiratet. Das Paar hatte den Sohn Georg Ahrens (1890–1967). Gustav Ahrens starb an einem Schlaganfall und wurde auf dem Friedhof Grunewald beerdigt.